# Menino (cargo)

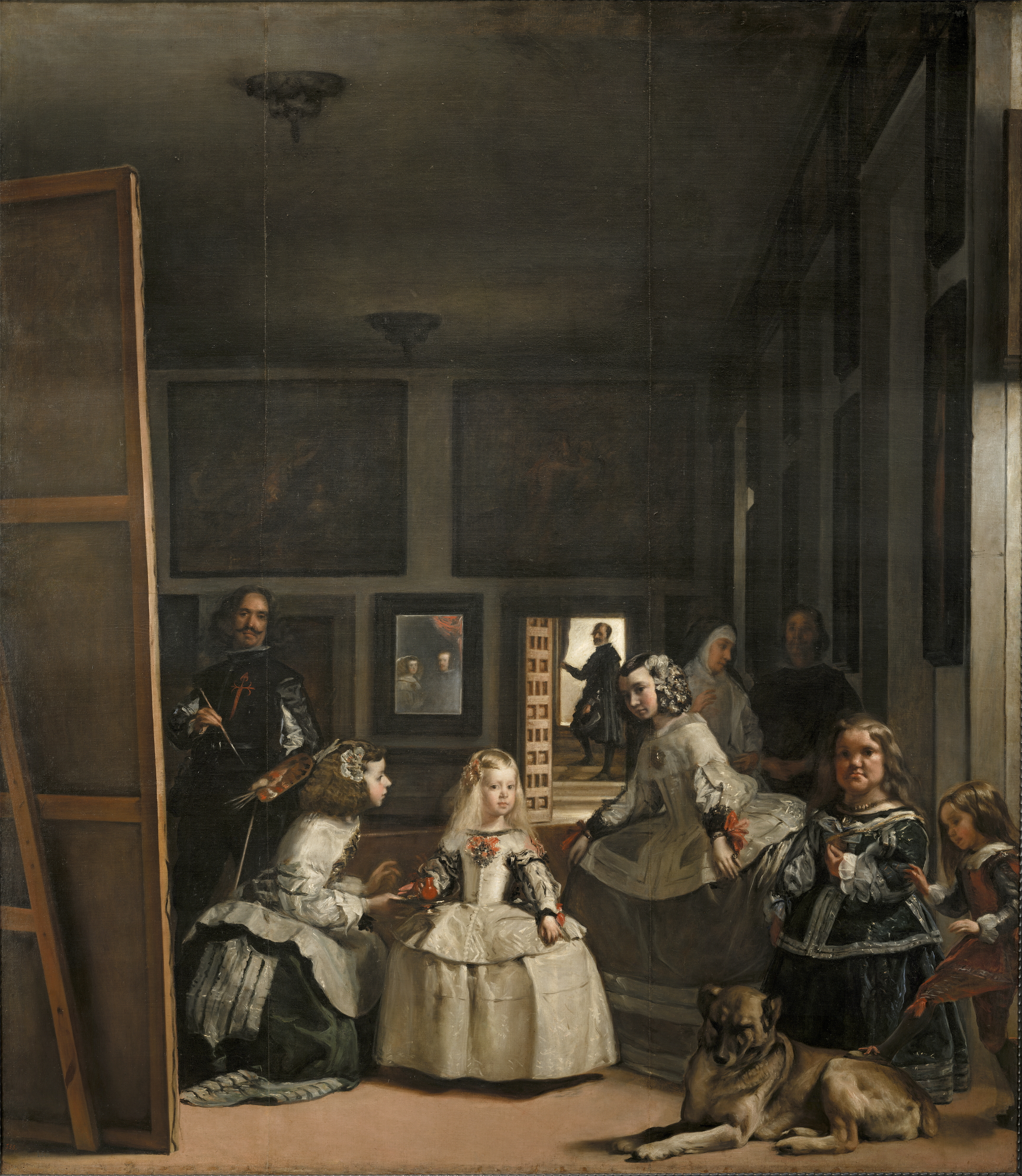
Las meninas, de Diego Velázquez.

La palabra menino (femenino menina), voz gallega y portuguesa, definió con una nueva voz a una ocupación, uso y costumbre establecida desde antiguo en las cortes reales de España, como fue la de paje real. Meninos son los pequeños pajes de la reina.

## Historia
La palabra menyno, significando niño pequeño y dicha en ámbitos de realengo, aparece en unos versos escritos en gallego por Alfonso el Sabio dedicados a su padre Fernando III de Castilla quien, como hicieron otros infantes, había estado un tiempo en Galicia en crianza y educación. En esta época los cuidadores de infantes eran denominados ayo o aya. 

Esta é como Santa María guareceu en Onna al rey Don Fernando, quando era menyno, di una grand enfermedade que avia. (...)

Luis de Salazar y Castro en su Historia Genealógica de la Casa de Lara atribuye su primera denominación distintiva, con esta palabra y como pajes de reina, a la emperatriz Isabel de Portugal, esposa de Carlos V. Así lo relata:

Los pajes de la emperatriz son aquellos que desde su tiempo se llamaron en Castilla Meninos, explicando su corta edad con la voz Portuguesa con que aquella Princesa los nombraba en su idioma nativo y quedando así distintos los pajes de rey y de la reina, unos con su Castellano nombre de Pages y otros con el Portugués de Meninos (...)

En la literatura antigua aparecen como pajes de las reinas. En época de Felipe III el término designaba al pequeño caballero de familia noble que desde muy joven entraba, a petición de sus familias, para su crianza en palacio al servicio temprano de los reyes y que ocasionalmente estaban al cuidado, compañía o servicio de los príncipes niños.
- Su nomenclatura cortesana es anterior al célebre cuadro La familia de Felipe IV (1656) de Diego de Velázquez, retitulado en el siglo XIX como Las meninas en el que aparece la infanta real Margarita Teresa, hija del rey Felipe IV de España.

- No hay referencias históricas a meninas en las Etiquetas de la casa de Austria de Antonio Rodríguez Villa. En el Tesoro de la lengua castellana o española, escrito y publicado en 1611 por Sebastián de Covarrubias, la definición se refiere a una suerte de paje cortesano y se describe como un oficio u ocupación masculina aunque ciertamente se desconoce si hubiera habido alguna menina histórica en época de los Austrias.

- En época Borbónica, el Diccionario castellano con las voces de ciencias y artes y sus correspondientes... (1786) escrito por Esteban Terreros y Pando se menciona como meninas a las señoritas que entraban pequeñas al servicio de la reina.

## Francia
Empezó a utilizarse entre los borbones franceses a partir de la composición de la casa de “el Gran Delfín Luis”, hijo de Luis XIV.
Entre las personas que ostentaron este cargo en la Francia del Antiguo Régimen se encuentran el marqués de Dangeau, el marqués de Mimeure y el conde de Muy.
Después de desaparecer durante la Primera República y el Imperio, reapareció durante la Restauración, poseyendo  meninos el delfín Luis Antonio.